# میکله اورکیا
میکله اورکیا (ایتالیایی: Michele Orecchia; ۲۶ دسامبر ۱۹۰۳ – ۱۱ دسامبر ۱۹۸۱) دوچرخه‌سوار اهل ایتالیا بود.
وی در مسابقات کشوری و بین‌المللی در مجموع برندهٔ ۱ مدال برنز شده‌است.